# Durval & Davi
Durval & Davi foi uma dupla sertaneja do Brasil formada por Gildemar José Rocha (Goianésia, 10 de julho de 1958), conhecido como Durval, e Expedito José Rocha (Goianésia, 5 de janeiro de 1957 — Curitiba, 5 de julho de 2020), conhecido como Davi, que iniciou suas atividades nos anos 70. Em 1975, a dupla recebeu seu primeiro disco de ouro através do LP Meu Natal Sem Mamãe (200 mil vendas), com Durval adolescente ainda. As principais canções são "Vida Pelo Avesso", "Mistério", "O Seu Retrato", "Morena Cheirosa", "Alerta" e "2220210".

## História
Durval e Davi eram irmãos descritos como vindos de uma família simples. A dupla originária de Goianésia, Goiás, participou de um festival de rádio e venceram, ganhando um prêmio em dinheiro e a oportunidade de gravar o primeiro LP em 1971 pela RCA. Por problemas contratuais, o primeiro disco intitulado Dois Goianos saiu pela gravadora Continental, com músicas na transição entre o sertanejo raiz e o sertanejo romântico, ainda no mesmo ano. Mas o destaque mesmo foi em 1975 com o álbum Meu Natal Sem Mamãe, que rendeu um disco de ouro com 200 mil cópias (nota: Durval tinha apenas 15 de idade). O segundo disco de ouro foi em 1987 com o oitavo disco de carreira, denominado Gosto de Saudade, com 120 mil cópias, e os principais singles foram "Mistérios", composta por Roberta Miranda e "Vida Pelo Avesso", escrita por Joel Marques e Ivone Ribeiro. Antes do primeiro CD, em 1992, o álbum Faróis, que também ganhou disco de ouro, tinha a principal faixa "Zé Pedreiro" como destaque. Nos anos 2000, disseram que iam se desligar das mídias e focar nos shows. No ano de 2008, surgiu o primeiro DVD de Durval & Davi, com participações como João Bosco & Vinícius, Matogrosso & Mathias e Cesar Menotti & Fabiano. Porém foi lançado apenas em 2014, que também foi o primeiro álbum ao vivo com regravações.
Durval & Davi realizaram diversos shows em cidades no interior, sobretudo na década de 1980, com um público chegando a 40 mil pessoas. A dupla é tida como a inspiração para importantes duplas do sertanejo romântico moderno seguinte.

## Fim da dupla
A dupla encerrou-se em 5 de julho de 2020 (trajetória de 47 anos) com o falecimento de Davi na madrugada da mesma data devido uma hemorragia. Ele tinha 63 anos e estava internado no Hospital Ouro Verde, em Campinas, São Paulo, onde os cantores moravam desde os anos 90. Depois de um transplante de válvula cardíaca, Davi tomava medicamentos para o controle da espessura do sangue. O cantor recebeu homenagens, entre elas a da dupla Chitãozinho & Xororó.

## Discografia
Ao todo são 15 álbuns, não considerando compilações. São 12 LPs inéditos e 7 CDs incluindo regravações de trabalhos anteriores ou de outros cantores. Abaixo estão os títulos por ano - em negrito estão os discos de ouro:
| Ano  | Título                         | Gravadora      | Formato |
| ---- | ------------------------------ | -------------- | ------- |
| 1971 | Os Dois Goianos                | Continental    | LP      |
| 1974 | Minha Gratidão                 | Continental    | LP      |
| 1975 | Os Dois Goianos                | Continental    | LP      |
| 1975 | Meu Natal Sem Mamãe            | Continental    | LP      |
| 1977 | Doce Amada                     | Continental    | LP      |
| 1978 | Cachoeira da Saudade           | Continental    | LP      |
| 1978 | Os Dois Goianos (ed. limitada) | Phonodisc      | LP      |
| 1980 | O Homem da Terra               | K-Tel          | LP      |
| 1981 | Mourão da Porteira             | K-Tel          | LP      |
| 1985 | Canção da Esperança            | Continental    | LP      |
| 1987 | Gosto de Saudade               | Chantecler     | LP      |
| 1989 | Durval & Davi (1989)           | Continental    | LP      |
| 1992 | Faróis                         | BMG Ariola     | LP, CD  |
| 1992 | Grandes Sucessos               | BMG Ariola     | LP      |
| 1996 | Dose Dupla                     | Warner Music   | CD      |
| 1998 | Promocional                    | Independente   | CD      |
| 2001 | Grandes Sucessos Sertanejos    | Paradoxx Music | CD      |
| 2008 | O Melhor de Todos os Tempos    | CD Center      | CD      |
| 2014 | 100% Ao Vivo                   | Radar Records  | CD/DVD  |
| 2019 | Ontem, Hoje e Sempre           | Águia Music    | CD      |
| s/d  | As 20 Mais                     | s/d            | CD      |

### Participações[10][5]
- Marco Brasil e Convidados: 10 Anos - 2005 (em "Saudade da Minha Terra")
- 100% Caipira - Vol. 2 - 2006 (em "Vida Pelo Avesso")
- Guilherme & Santiago: Ao Vivo em Goiânia - 2007 (em "Homens")
- Joaquim & Manuel: Pit Stop - 2010 (em "Alerta")
- Marco Brasil 20 Anos - 2014 (em "Morena Cheirosa")